# Wertheimpark

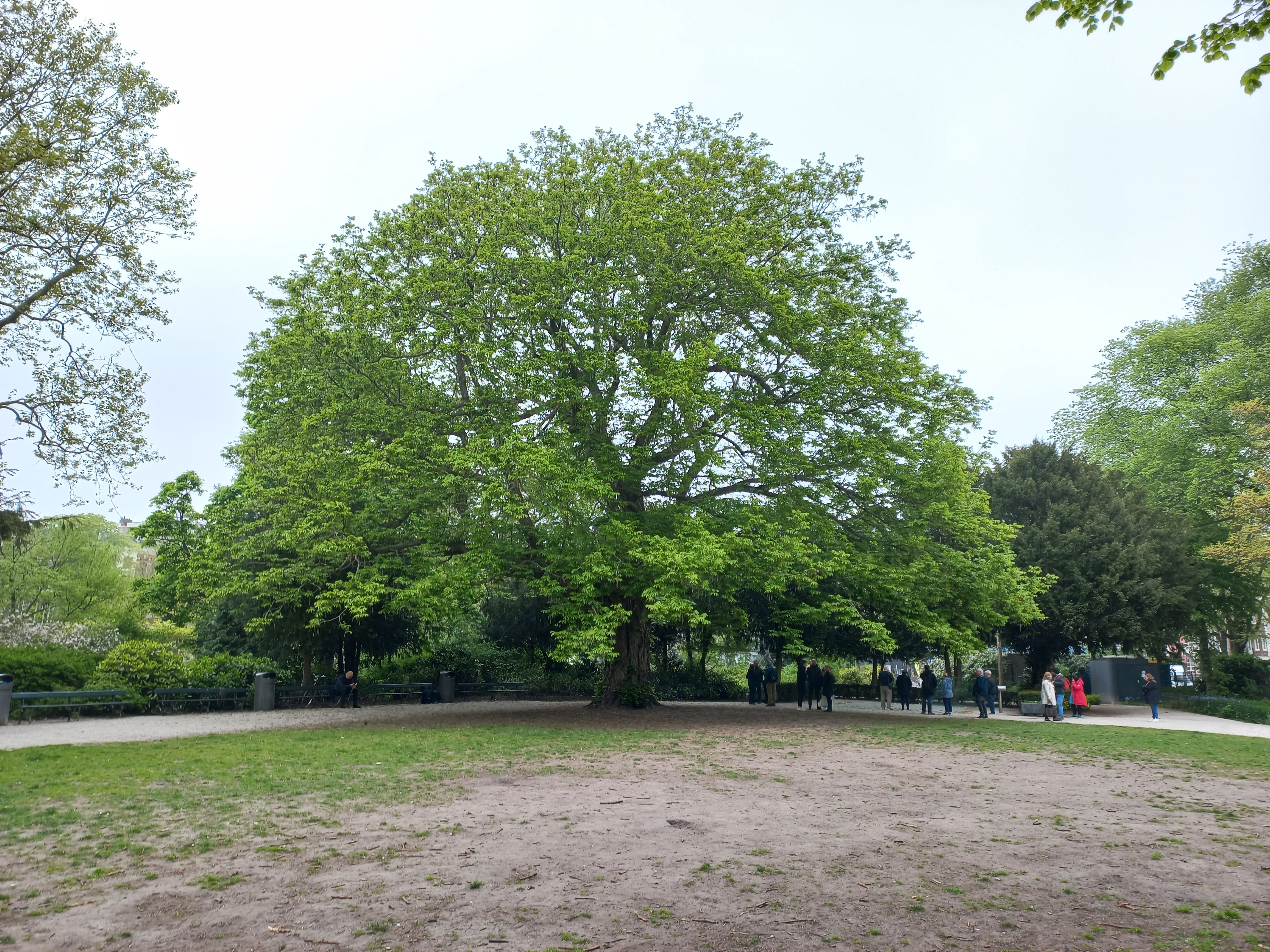
Gewone vleugelnoot (boom 3750) in mei 2022

Het Wertheimpark is een stadspark in de Plantagebuurt in Amsterdam.

## Ligging
Het is een groenstrook tussen enerzijds de Plantage Middenlaan en de Plantage Parklaan en anderzijds de Nieuwe Herengracht. Aan de andere zijde van de Plantage Middenlaan ligt de Hortus Botanicus. Het is het enige park binnen de grenzen van stadsdeel Centrum.

## Geschiedenis
Die groenstrook lag er al sinds 1812, toen stadsarchitect Abraham van der Hart een park ontwierp onder de naam Het Park. Er zouden daarvoor Franse kampementen hebben gestaan; de Fransen schonken het terug aan de stad, die het op eigen kosten mocht inrichten. Het werd onderdeel van de Hortus. Ten oosten ervan kwam de Tuin van Ed. Stumpff. Er werden feesten en partijen georganiseerd en in 1882-83 kwamen beide groengebieden in de schaduw te liggen van de nieuwe Parkschouwburg. Tussen park en schouwburg werd een aantal villa’s geprojecteerd, die er echter nooit kwamen. De bestemde grond werd opgeslokt door de Parktuin. Vrijwel direct na het overlijden van de Amsterdams-Joodse ondernemer en filantroop Abraham Carel Wertheim (1832-1897) ontstond het initiatief een straat naar hem te vernoemen. Een bezwaar was dat die straat in een nieuwbouwwijk zou komen te liggen en nauwelijks bekend zou worden. Bovendien trok men de vergelijking met Samuel Sarphati, die een park (Sarphatipark) naar zich vernoemd kreeg. Een Wertheimstraat verdween al snel uit beeld (Sarphati kreeg een park en een straat). In 1897 werd voorgesteld het Oosterpark te hernoemen en daar conform de vergelijking met Sarphati een fontein met buste op te richten. Er werd een comité opgericht dat geld begon in te zamelen voor een fontein (zonder buste), nu in de Parktuin. Midden mei 1898 ging de gemeenteraad met de vernoeming akkoord en kreeg het toen pas weer geopende park zijn naam. Het was omgevormd van wildernis tot park met brede paden. In juli 1898 begon men met de paalfundering van de fontein, die op 3 oktober 1898 werd onthuld en door het comité overgedragen aan de gemeente. In 1912 verdween de buurman alweer; de Parkschouwburg werd gesloopt.
Op 14 augustus 1942, tijdens de Duitse bezetting in de Tweede Wereldoorlog, werd bij besluit van burgemeester Edward Voûte een aantal Amsterdamse straat- en parknamen veranderd. Het ging hier om straten en parken die naar levende leden van het Nederlandse koningshuis of naar Joden genoemd waren. Ook het Wertheimpark kreeg een andere naam. Tot mei 1945 heette het park (weer) "Parktuin".
Het park kent geen adressen. In 2005 kreeg Amsterdam wel een straat vernoemd naar een Wertheim. In de wijk Zuidas werd de Rosy Wertheimstraat vernoemd naar de Nederlandse componiste Rosy Wertheim, een kleindochter van A.C.
De naam van het aangrenzende Sportpark Parkschouwburg herinnert aan het theater.

## Monumentale bomen
Het park kent circa 15 monumentale bomen, dat wil zeggen ouder dan 100 jaar (meetpunt circa 2011). Boom 3750 geldt al sinds 2002 als monumentaal groen. Het is een Gewone vleugelnoot (Pterocarya fraxinifolia) geplant in circa 1900, dus uit de begintijd van het Wertheimpark. Volgens de peiling in 2011 had hij een stamomtrek van 433 cm. De hoogte van twintig meter droeg een kroon met een diameter van vierentwintig meter. De boom was in 2011 in matige staat, maar stond ook in 2022 in volle bloei. Het biedt schaduw aan het Auschwitzmonument.

## Kunst
Het park kent drie openbare kunstwerken:
- Toegang Wertheimpark, een gemeentelijk monument dat er nog staat uit de periode Parktuin, hoewel de sfinxen zijn gereconstrueerd door Hans 't Mannetje.
- de Fontein Wertheimpark, een rijksmonument
- Gebroken spiegels, het Auschwitzmonument van Jan Wolkers; het Nederlands Auschwitz Comité organiseert hier jaarlijks op de laatste zondag in januari de Nationale Holocaust Herdenking.

In 2014 werd overwogen op deze plek een tweede oorlogsmonument te plaatsen. Omwonenden en de weduwe van Jan Wolkers maakten er, onder meer vanwege de omvang, bezwaar tegen. Het zou zes meter hoog en duizend vierkante meter groot worden. Het ontwerp van de architect Daniel Libeskind kreeg (onder protest) onder de naam Holocaust Namenmonument een plek aan de Weesperstraat.

## Afbeeldingen

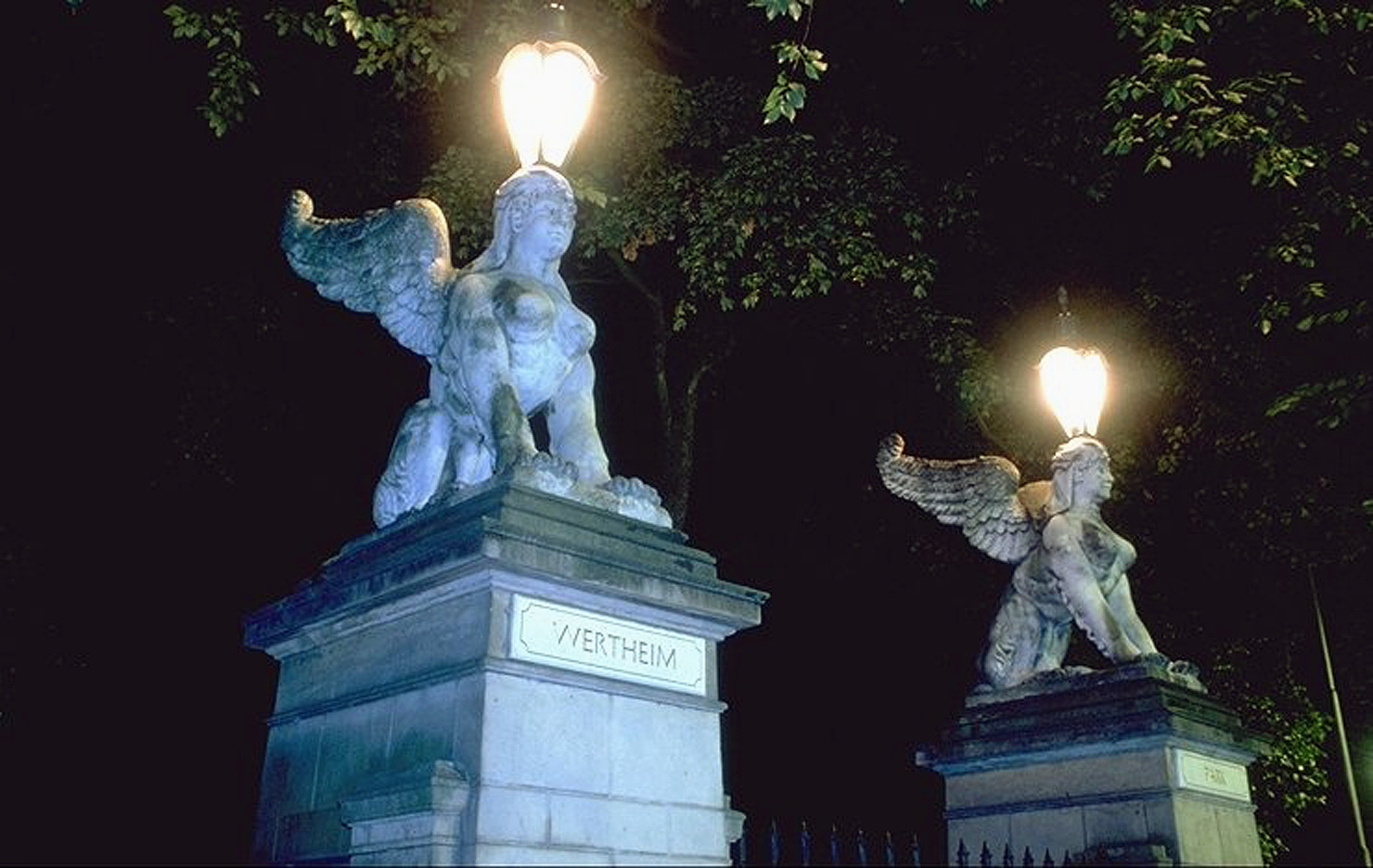
Ingangspoort
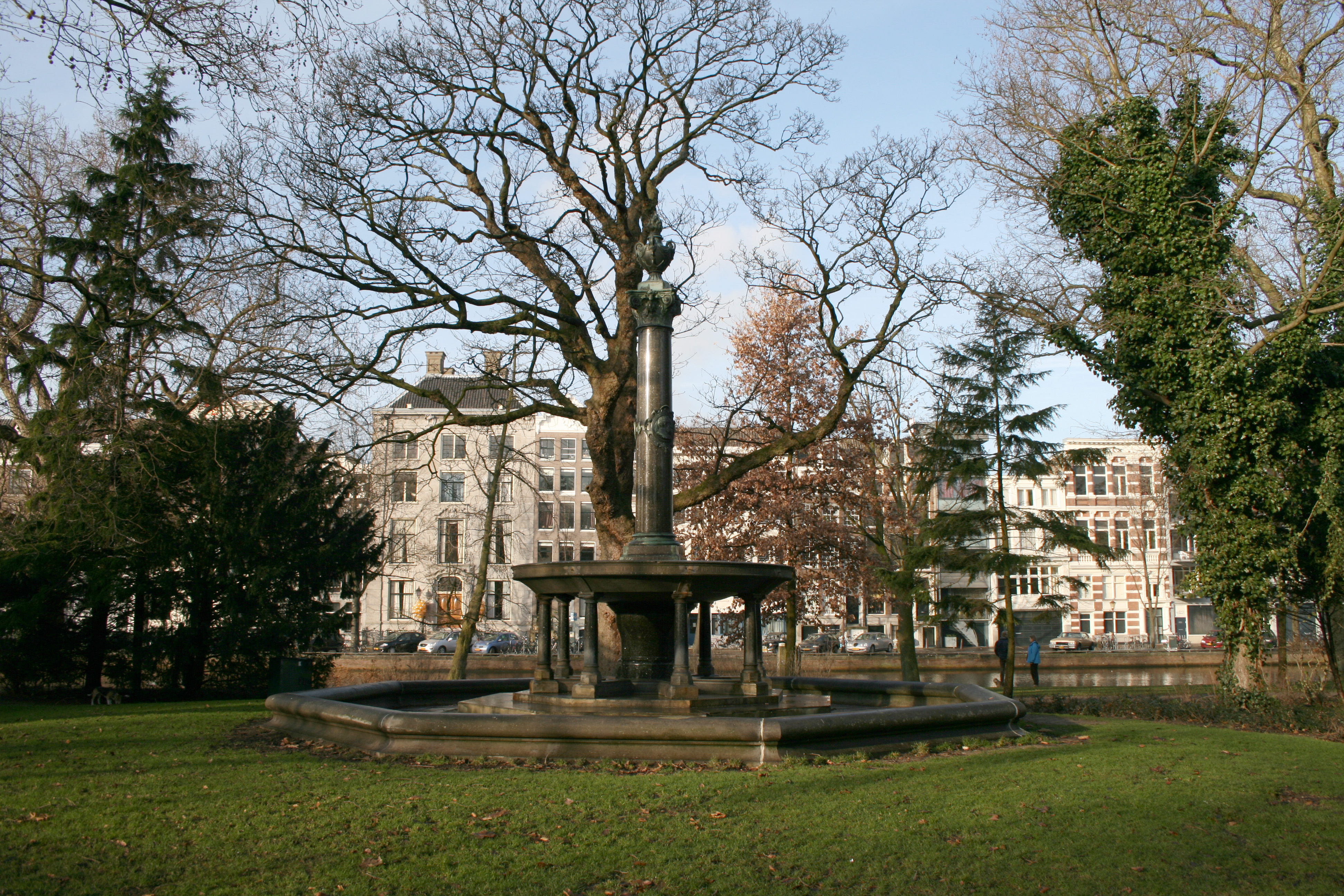
fontein
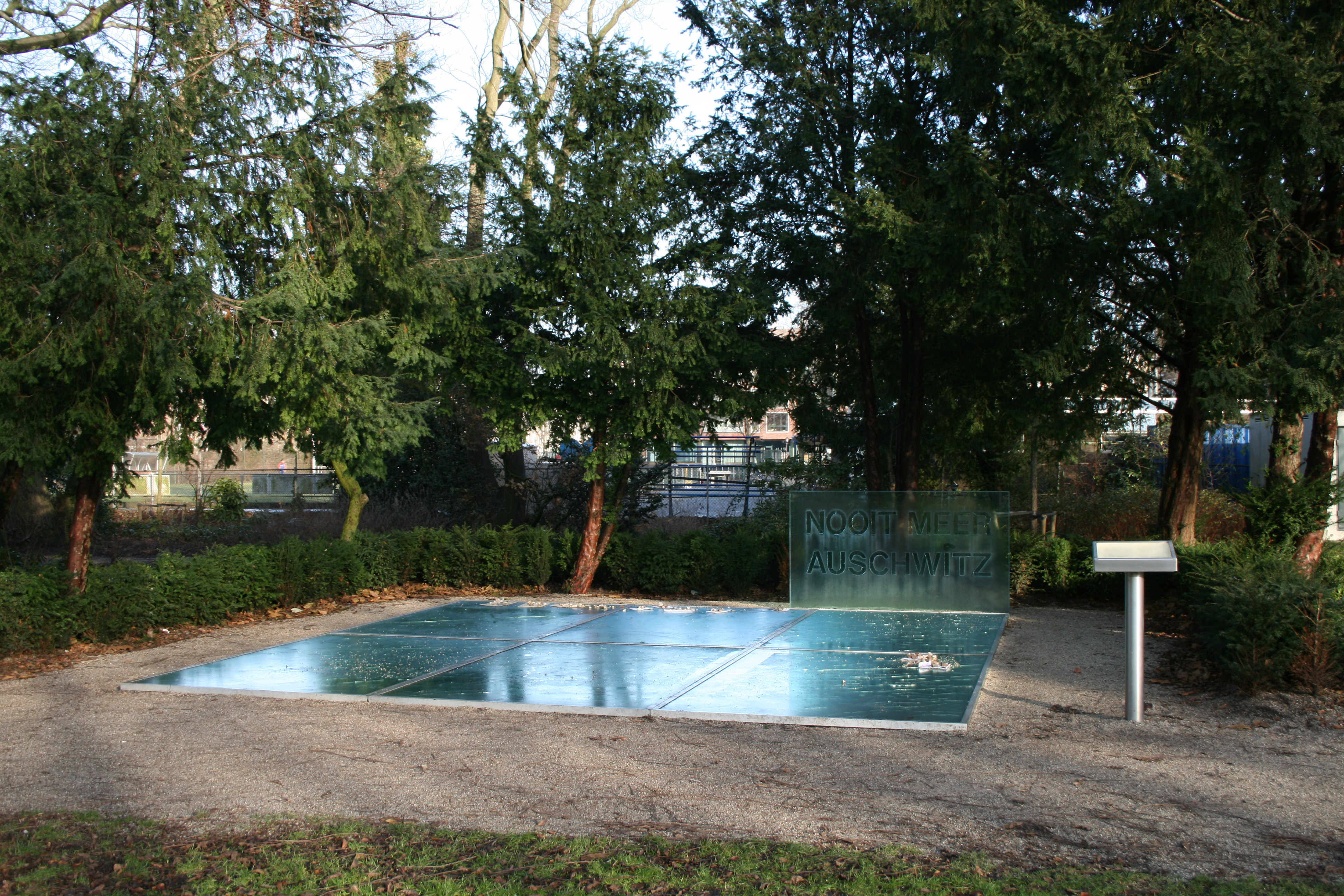
Auschwitzmonument